# Hellmuth Vetter
Hellmuth Vetter, född 21 mars 1910 i Rastenberg, Storhertigdömet Sachsen-Weimar-Eisenach, död 2 februari 1949 i Landsberg am Lech, var en tysk promoverad läkare och SS-Hauptsturmführer. Han utförde medicinska experiment på fångar i Dachau, Auschwitz och Gusen.

## Biografi
Vetter studerade medicin vid Johann Wolfgang Goethe-Universität i Frankfurt am Main och disputerade på en avhandling om kvinnans sterilitet. Efter att ha tjänstgjort som läkare inom Schutzstaffel (SS) anställdes han av kemi- och läkemedelskoncernen Bayer och utförde experiment med olika preparat på lägerfångar. 
År 1941 kom Vetter till Dachau och inledde en rad experiment med sulfonamid. I oktober året därpå kommenderades han till Auschwitz och arbetslägret Monowitz, där han fick i uppdrag att avgöra vilka fångar som kunde fortsätta arbeta och vilka som skulle skickas till gaskamrarna. I Monowitz gjorde han även utförliga tester av fläcktyfuspreparat för I.G. Farbens räkning. Från 1944 till krigsslutet 1945 var Vetter lägerläkare i Gusen, ett av Mauthausens satellitläger.
Inom ramen för Dachaurättegångarna ställdes Vetter och fyra andra personer inför rätta i juli 1947. Han dömdes till döden för brott mot mänskligheten och avrättades genom hängning.